# Светозар Иванов
Светозар Иванов е български волейболист.

## Биография
Роден на 28 октомври 1977 г., той е висок 210 см и тежи 100 kg. Играе във ВК ЦСКА (София). На 18 юли 2006 след тежка катастрофа и 18 дни в кома загива дъщерята на Светозар Иванов – Яна. Сега има син и дъщеря.

## Клубна кариера
Волейболната му кариера започва във волейболен клуб „Локомотив“ Пловдив в осми клас, когато е на 14 г.

## Национален отбор
От 2003 до 2009 година е част и от Националния отбор по волейбол на България.

## Отбори
- ВК „Локомотив“ Пловдив (1991 – 1997)